# Henryk Bull
Henryk Johan Bull (* 13. Oktober 1844 in Stokke; † 1. Juni 1930 in Oslo) war ein norwegischer Polarforscher, der als einer der ersten Menschen das antarktische Festland betrat.

## Leben
Henryk Johan Bull kam als Sohn des Eismeerfischers Cornelius Bull (1808–1860) und dessen Ehefrau Sibylle (1806–1889) im südnorwegischen Stokke zur Welt. Nach seiner Schulzeit arbeitete er zunächst für mehrere Jahre als Geschäftsmann in Tønsberg, wo er auch 1869 seine Frau Agnes (1847–1921) heiratete. 1888 wanderte das Ehepaar nach Australien aus, wo Bull in Melbourne eine Anstellung bei der Handelsgesellschaft Trapp, Blair & Co. fand. Als um 1890 der Walfang in antarktischen Gewässern an Bedeutung gewann, zeigte Bull wachsendes Interesse, sich in diesem Bereich neue Geschäftsfelder zu erschließen. Er kehrte 1893 nach Norwegen zurück, um Investoren für eine Erkundungsfahrt ins Ross-Meer zu gewinnen.
Der Walfangmagnat Svend Foyn sagte ihm schließlich die Finanzierung einer Antarktisexpedition zur Suche nach Glattwalen zu, die Bull leiten sollte. Das Schiff der Expedition trug den Namen Antarctic und war mit elf der von Foyn entwickelten Harpunenkanonen, einem Arsenal von Sprengkörpern, acht Booten und einunddreißig Mann Besatzung ausgerüstet. Am 20. September 1893 verließ die Antarctic unter Kapitän Leonard Kristensen den Hafen von Tønsberg mit Kurs Süd. Vor den Kerguelen ging die Mannschaft im ersten Sommer der Reise lediglich auf Robbenjagd, bevor für die Überwinterung der Hafen von Melbourne angesteuert wurde. Erst am 28. September 1894 setzte die Antarctic ihre Reise mit Bull und dem Norweger Carsten Egeberg Borchgrevink, der Bull zur Mitfahrt überredet hatte, fort.
Am 17. Januar 1895, landete eine kleine Gruppe im westlichen Ross-Meer auf Possession Island, einer felsigen Insel mit einer Länge von etwa drei Kilometern vor der Küste von Viktorialand, auf der James Clark Ross bereits 1841 den Union Jack gehisst hatte. Bull und Borchgrevink hinterließen eine Nachricht in einer Blechdose auf der Insel zum Beweis, dass sie die Insel betreten hatten. Am 24. Januar 1895 erreichte die Antarctic Kap Adare. Die Anlandung von Bull, Borchgrevink, Kapitän Kristensen und einigen anderen Männern geriet zu einem  Wettlauf, an dessen Ende ein Streit entbrannte, wer als erster das Festland des antarktischen Kontinent betreten hatte. Vermutlich war ihnen jedoch bereits 1821 der amerikanische Walfangkapitän John Davis bei seiner angeblichen Landung auf der Antarktischen Halbinsel zuvorgekommen.
Nach Beendigung der Reise nahm Bull eine Beratertätigkeit für die norwegische Walfangflotte auf. 1906 nahm er nochmals an einer Fahrt zur Robbenjagd teil und erlitt mit der Cathrine Schiffbruch vor der Île de la Possession, einer der Crozetinseln. In seinen letzten Jahren widmete er sich der Ahnenforschung und schrieb seine Memoiren.
Der Bull-Nunatak und Bull Island in der Antarktis sind nach Henryk Johan Bull benannt.

## Reisebericht
- The Cruise of the ‘Antarctic’ to the south polar regions. Edward Arnold, London und New York 1896 (norwegische Ausgabe: Sydover. Expeditionen til Sydishavet 1893–1895. Det Norske Artieforlag, Kristiania 1898. deutsche Ausgabe: Südwärts! Die Expedition von 1893–1895 nach dem südlichen Eismeere. Haessel, Leipzig 1904)